# حي المرسلات (الرياض)
حي المرسلات هو أحد أحياء مدينة الرياض التابعة لبلدية العليا. وهو أحد أحياء شمال مدينة الرياض.
يحده من الشمال طريق الإمام سعود بن عبد العزيز بن محمد ومن الشرق طريق أبي بكر الصديق ومن الجنوب طريق الملك عبد الله ومن الغرب طريق الملك عبد العزيز. يجاوره من الشمال حي المصيف ومن الشمال الشرقي حي التعاون ومن الشرق حي النزهة ومن الجنوب الشرقي حي الواحة ومن الجنوب حي صلاح الدين ومن الجنوب الغربي حي الورود ومن الغرب حي الملك فهد ومن الشمال الغربي حي المروج
ويتخلله شوارع رئيسية هي:
- شارع هشام بن عبد الملك
- طريق الأمير مقرن بن عبد العزيز
- شارع الأمير ناصر بن فرحان

## مرافق

### مساجد
يوجد في الحي الكثير من المساجد، منها:
- جامع فاطمة الزهراء
- جامع الصديق
- مسجد ابن بشر
- مسجد الإحسان
- مسجد الراجحي
- مسجد العجلان

وغيرها..

### تعليم

#### مدارس البنين

##### ابتدائي
- مدرسة الثعالبي
- مدرسة أبن رشد
- مدارس العليا الأهلية

##### متوسط
- مدرسة قيس بن عبيد
- مدارس العليا الأهلية

##### ثانوي
- مدرسة الأمير فيصل بن فهد
- مدارس العليا الأهلية

#### مدارس البنات

##### ابتدائي
- مدارس العليا الأهلية

##### متوسط
- مدارس العليا الأهلية

##### ثانوي
- مدارس العليا الأهلية

#### رياض أطفال
- مدارس العليا الأهلية

### صحة

#### المراكز الصحية الحكومية
- مركز المرسلات الصحي

#### المراكز الصحية الأهلية
- مركز الدكتور احمد ابانمي
- مركز الزلال الطبي
- المركز الاستشاري الطبي

وغيره..

### حدائق
- حديقة الشموخ
- حديقة جامع الصديق

وغيرها الكثير..

### منشآت حكومية وهيئات
- الدفاع المدني
- وزارة العمل
- مجمع شركة الاتصالات السعودية stc